# Plukmade
Plukmade is een Nederlandse buurtschap in de Noord-Brabantse gemeente Drimmelen. Het ligt tussen de plaatsen Made en Geertruidenberg in.
De Plukmade, zoals het vaak door bewoners genoemd wordt, ontstond na de Elizabethsvloed van 1421. Net zoals andere buurtschappen en dorpen in de regio, zoals Oud-Drimmelen, werd het gesticht nadat het water was weggetrokken. Plukmade ligt aan de Plukmadestraat, deels aan de Voorstraat, deels aan de Tuinbouwweg en aan de Plukmadeseweg, ten oosten van 'moederdorp' Made. De langgerekte buurtschap in de polder is als het ware een verbindingsas tussen Geertruidenberg en Made.
Steden en dorpen: Drimmelen · Hooge Zwaluwe · Lage Zwaluwe · Made · Terheijden · Wagenberg · Zevenbergschen Hoek (deels)

Gehuchten: Blauwe Sluis · Helkant · Oud-Drimmelen

Buurtschappen: Binnen Moerdijk · Gaete · Plukmade · Steelhoven · Stuivezand · Het Zand

Noord-Brabant: Steden en dorpen      Nederland: Provincies · Gemeenten